# 287433 de Groot
287433 de Groot este o planetă minoră (asteroid) din centura de asteroizi. A fost descoperită pe 23 noiembrie 2002 la Observatorul Palomar de Near Earth Asteroid Tracking. 
Obiectul prezintă o orbită caracterizată de o semiaxă mare de 3,1254871033469 UAi, o excentricitate de 0,19639611880052, o înclinație de 15,20832668165 ° în raport cu ecliptica.